# Fiambre
Fiambre, em Portugal, é um tipo de carne fria, amiúde prensada e fatiada, que se obtém pela cozedura e salmoura de carne de porco. 
No Brasil, também se usa esta palavra para o conjunto dos alimentos frios, geralmente de carne, que se preparam para uma viagem, ou a carne condimentada e cozida de outros animais, como galinha e peru, ou mesmo para produtos de origem vegetal que se podem considerar comparáveis a um fiambre.
O fiambre pode receber outras denominações regionais, de acordo com a sua tecnologia e forma de apresentação. Os fiambres, sejam eles simples ou processados, servem-se frios; fritos à milanesa; em sanduíches; cortados em fatias finas; podendo também ser usados em diversos pratos e receitas.

## Etimologia
É uma palavra adotada do espanhol, onde significa qualquer tipo de produto de carne preparado para ser consumido frio; nessa acepção, inclui todos os produtos de carne curada, incluindo o próprio presunto, os enchidos e outros produtos de salsicharia (equivalente a frios ou carnes frias).

## Definição
O fiambre é considerado um produto cárneo industrializado, sendo obtido de carne de uma ou mais espécies de animais de açougue, miúdos comestíveis, temperos e adicionados de ingredientes, onde aromas e especiarias são opcionais. É submetido a processo térmico adequado, sendo, portanto, um produto cozido.

## Em Portugal
Em Portugal são conhecidos, pelo menos, quatro tipos de fiambres: Fiambre da Perna Superior, Fiambre da Perna Extra, Fiambre da Pá e Fiambre Corrente. Em Portugal, os produtos fiambre da pá e fiambre da perna são regulados pela Portaria nº 1086/82. Segundo a Norma Portuguesa (NP) 4393/2001, o fiambre deve ser produzido a base de carne, unicamente de carne de porco, salmourada, prensada ou não em moldes e posteriormente submetido a tratamento térmico.
O fiambre da perna superior não possui a adição de proteínas, amidos ou fosfatos. O fiambre da perna extra não possui a adição de proteínas não cárneas nem de amidos. O fiambre da pá utiliza a carne da pá de suíno, podendo ser adicionado proteínas não cárneas, excluindo-se o amido. Já o fiambre corrente pode ter adição de proteínas não cárneas e amidos.

## No Brasil
No Brasil, o produto "fiambre" está igualmente regulado pela Instrução Normativa Nº 20, de 31 de Julho de 2000. Para fins comerciais é permitido o limite máximo de 30% de adição de carne mecanicamente separada, 10% de miúdos comestíveis e 2,5% de proteínas não cárneas na forma agregada. Onde deve conter no máximo 10% de carboidratos totais e 5% de amido. Todo o preparado deve estar de acordo com o Código Internacional Recomendado de Práticas de Higiene para os Produtos Cárneos Elaborados.

## Uso culinário
Considerado um embutido de carne cozida, é muito utilizado como recheio de sanduíches, quiches e aperitivos, além de ser usado como recheio de massas. É usado em entradas e em tábuas de frios, sendo apresentado normalmente fatiado ou em cubos. De acordo com recomendações gastronômicas, o fiambre possui combinação com diversos tipos de queijos, sendo inserido em diversas receitas, das mais simples as mais sofisticadas.